# Улица Володарского (Владимир)
Улица Волода́рского — короткая, около 200 м, улица в исторической части города Владимир. Проходит от Комсомольской до Кремлёвской улицы.

## История
Историческое название — Троицкая-Безымянная улица — по названию Троицкой церкви, расположенной на углу современных Подбельского и Музейной улиц.
Современное название с 1923 года в честь активного участника Великой Октябрьской революции (1917), народного комиссара по делам печати, пропаганды и агитации Советской России М. М. Володарского (1891—1918), убитого эсерами 20 июня 1918 года в Петрограде.
18 сентября 1991 года на 14 сессии Владимирского городского Совета народных депутатов была утверждена Программа топонимической реставрации города Владимир, в том числе список улиц, чьи исторические названия подлежат восстановлению, улица Володарского в их числе.

## Достопримечательности
д. 1 — бывший дом Декаполитова, в 1901—1902 годах здесь находилась явочная квартира социал-демократической организации «Северный рабочий союз», сюда приходили известные революционеры М. А. Багаев, О. А. Варенцова (мемориальная доска, )
д. 6а — Дом Карабутова ()

## Известные жители
2 февраля 1895 года в д. 12 (не сохранился) у проживавшего здесь инженера Микулина родился сын Александр, в будущем крупный инженер-моторостроитель А. А. Микулин (1895—1985). В этом доме часто бывал выдающийся русский учёный-механик Н. Е. Жуковский, приходившийся Александру родным дядей (по материнской линии).

## Галерея
- бывший дом Декаполитова
- Мемориальная доска на доме Декаполитова
- бывший дом Карабутова